# Ludovic Magnin
Ludovic Magnin (Lausanne, 20 april 1979) is een voormalig voetballer (verdediger) uit Zwitserland die zijn carrière in 2013 afsloot bij de Zwitserse eersteklasser FC Zürich. Voordien speelde hij onder andere voor FC Lugano, Werder Bremen en VfB Stuttgart. Met Werder Bremen werd hij in 2004 landskampioen en won hij de beker, met Stuttgart werd hij landskampioen in 2007.
Na zijn spelersloopbaan werd hij coach bij FC Zürich, eerste als assistent-coach dan trainer van het tweede elftal en sinds 2019 hoofdtrainer.

## Interlandcarrière
Magnin speelde 63 interlands voor de Zwitserse nationale ploeg, waarin hij drie doelpunten maakte. Hij debuteerde op 16 augustus 2000 in het oefenduel tegen Griekenland (2-2) in Sankt Gallen. Hij viel in dat duel na rust in voor Stéphane Henchoz.

## Erelijst
Werder Bremen
- Bundesliga

2004
- DFB-Pokal

2004
 VfB Stuttgart
- Bundesliga

2007